# Личенца
Личѐнца (на италиански: Licenza) е село и община в Централна Италия, провинция Рим, регион Лацио. Разположено е на 475 m надморска височина. Населението на общината е 1021 души (към 2010 г.).